# Helvia Recina
Helvia Recina lub Ricina - starożytne rzymskie miasto, obecnie stanowisko archeologiczne w dolinie rzeki Potenza w Marchii we Włoszech.

## Historia
Obecnie stanowisko archeologiczne znajduje się na terenie dzielnicy Villa Potenza w Maceracie. Przyjmuje się, iż miasto było zamieszkane przez italskich Picenów w III wieku p.n.e. Pozostałości teatru rzymskiego z II w. n.e. pozwalają przypuszczać, iż w tym okresie miasto było jak na owe czasy średnich rozmiarów, ale wciąż się rozwijało. Pierwszą pewną wiadomość historyczną o istnieniu miasta znajdujemy u Pliniusza Starszego w jego Naturalis historia z I w. n.e. Przez antyczną Ricinę przechodziła droga rzymska - Via Salaria Gallica.
W 205 Septymiusz Sewer wyniósł Recinę do rangi kolonii, zmieniając jej nazwę na Colonia Helvia Ricina Pertinax, na cześć swojego poprzednika imperatora Pertynaksa.
W III w. w mieście został zamordowany miejscowy biskup Flawiusz, czczony jako święty w Kościele katolickim 24 listopada na terenie Marchii Ankońskiej i Umbrii. W ten sposób wyznaczony został ważny etap w historii chrystianizacji miasta i okolicy.
W V i VI w. mieszkańcy Reciny zmuszeni zostali przez napadających na miasto Gotów do przeniesienia się na sąsiadujące z terenami zabudowanymi wzgórza. Dało to początek istniejących do dzisiaj miast: Macerata i Recanati.

## Wykopaliska archeologiczne
W 1938 archeolodzy odnaleźli i zbadali pozostałości starożytnego teatru o średnicy 71 m, mogącego pomieścić 2000 widzów. Budowla była prawdopodobnie ozdobiona płytami marmurowymi, które w okresie średniowiecza zostały użyte do dekoracji powstających w sąsiednich miastach budynków. W czasie wykoplaisk odnaleziono zdobiące go kapitele w stylu doryckim i korynckim. Wyróżniono następujące elementy tej rzymskiej budowli: orchestrę, caveę oraz proskenion z cegły, jak to przewidywały reguły klasycznego teatru rzymskiego.
Obok ruin teatru zachowały się fragmenty rzymskiej drogi, most na rzece Potenza, fragmenty zabudowy willowej z ozdabianymi mozaikami podłogami, akwedukt, termy, gimnazjon, budynek senatu i ateneum.